# Grasschrift

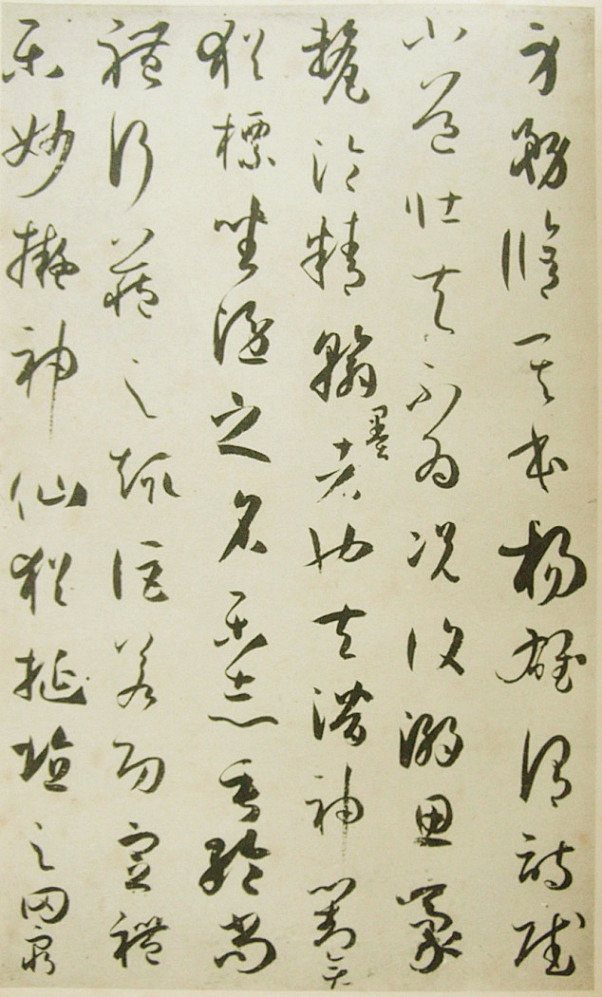
Vorwort zum Shupu („Über Kalligraphie“) von Sun Guoting, Konzeptschrift, 7. Jh.

Die Grasschrift  oder Konzeptschrift (chinesisch 草書 / 草书, Pinyin Cǎoshū, Jyutping cou2syu1, japanisch 草書 Sōsho) ist eine der fünf Hauptkategorien der chinesischen Kalligrafie.  Es wird angenommen, dass dieser Schreibstil von Liu Desheng in der Han-Dynastie entwickelt und von Wang Xizhi und Wang Xianzhi, zwei Kalligrafie-Meistern der Jin-Dynastie, ausgebaut wurde.

## Name
Cǎo (dt. etwa flüchtig, nachlässig; Entwurf, Konzept) kommt von der schnellen Art, in der die Schrift ausgeführt wird. Das Wort ist gleichlautend mit dem für „Gras“, was durch ein Missverständnis zum Namen „Grasschrift“ geführt hat.

## Kategorien und Merkmale
Es gibt viele Unterkategorien der Konzeptschrift, zum Beispiel die „hemmungslose Konzeptschrift“ (狂草,  kuángcǎo – „verrückte Konzeptschrift“), die in ihrer extremen Vereinfachung der Schriftzeichen sehr expressiv wirkt, für den Laien aber meist nicht mehr lesbar ist. Die gemeinsamen Merkmale aller Konzeptschrift-Stile sind schnell geschriebene und fließende Linien, eine oft stark vereinfachte Struktur der Schriftzeichen, ineinanderlaufende Striche und eine geringe Lesbarkeit. Unter den fünf Stilen der chinesischen Kalligrafie kommt die Konzeptschrift der abstrakten Kunst am nächsten.

## Einfluss auf andere Schriftarten
Die japanische Silbenschrift Hiragana ist von Zeichen in Konzeptschrift-Form abgeleitet (bspw. あ, a aus 安). Auch einige chinesische Kurzzeichen gehen auf Schreibvarianten der Konzeptschrift zurück (bspw. 乐, lè aus 樂).